# Avant-port d'Honfleur
L'avant-port est un monument de Honfleur. 

## Localisation
L'avant-port est situé à Honfleur.

## Histoire
Le site est un « témoignage de l'aménagement et de l'activité du port de Honfleur au XIXe siècle » dont il constitue le dernier vestige.
Le phare est construit en 1840 peu après la construction du chenal de l'avant-port.
La baraque aux balises et d'autres baraques sont construites dans les années 1840
Le phare est touché par la foudre vers 1850 et n'est plus utilisé à partir de la fin du XXe siècle.
La baraque aux balises est agrandie en 1857,.
Un mât est construit dans les années 1850, reconstruit en métal en 1876.
Une autre baraque datée de la fin du XIXe siècle est conservée.
L'édifice est inscrit aux monuments historiques par un arrêté du 23 mars 1995 modifié le 21 août 1996.

## Architecture
Le phare est construit en granit et ciment.
La baraque aux balises est constituée quant à elle de bois et de zinc et possède un lanternon. D'autres baraques sont construites en bois et peintes en blanc et bleu.
Le mât des signaux est fait de tôle et de fil de fer galvanisé.

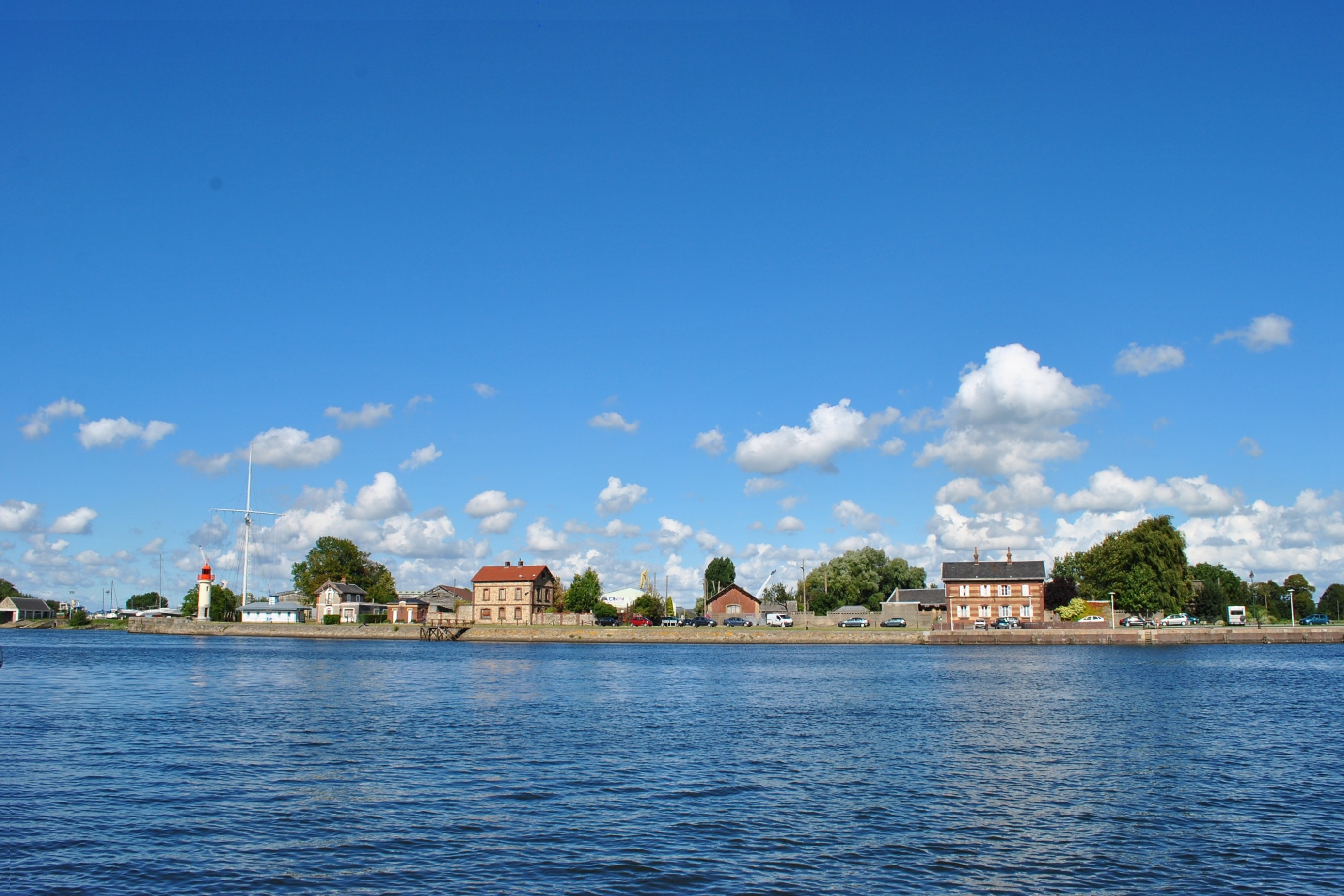
Vue générale.
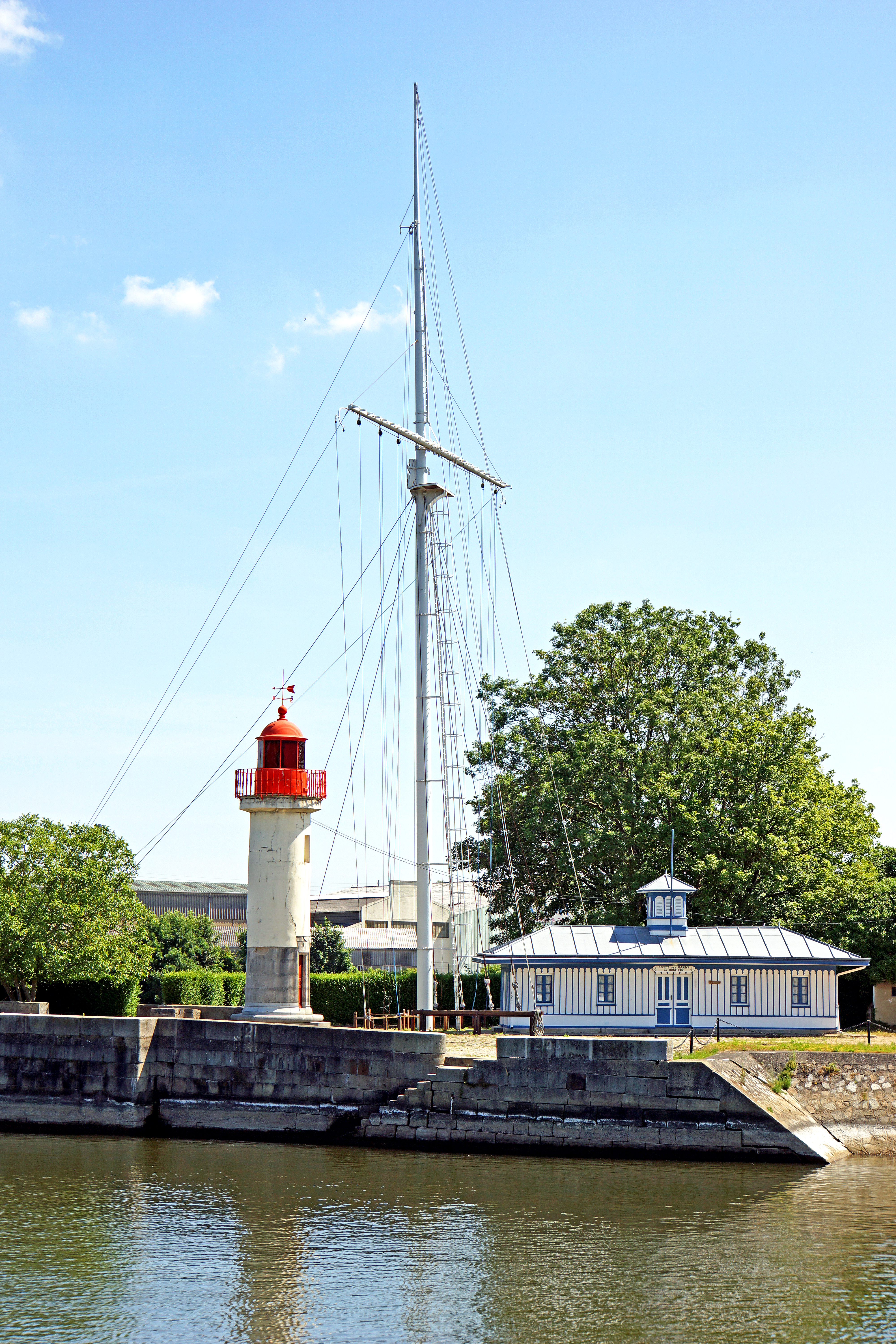
Le phare et le mât.
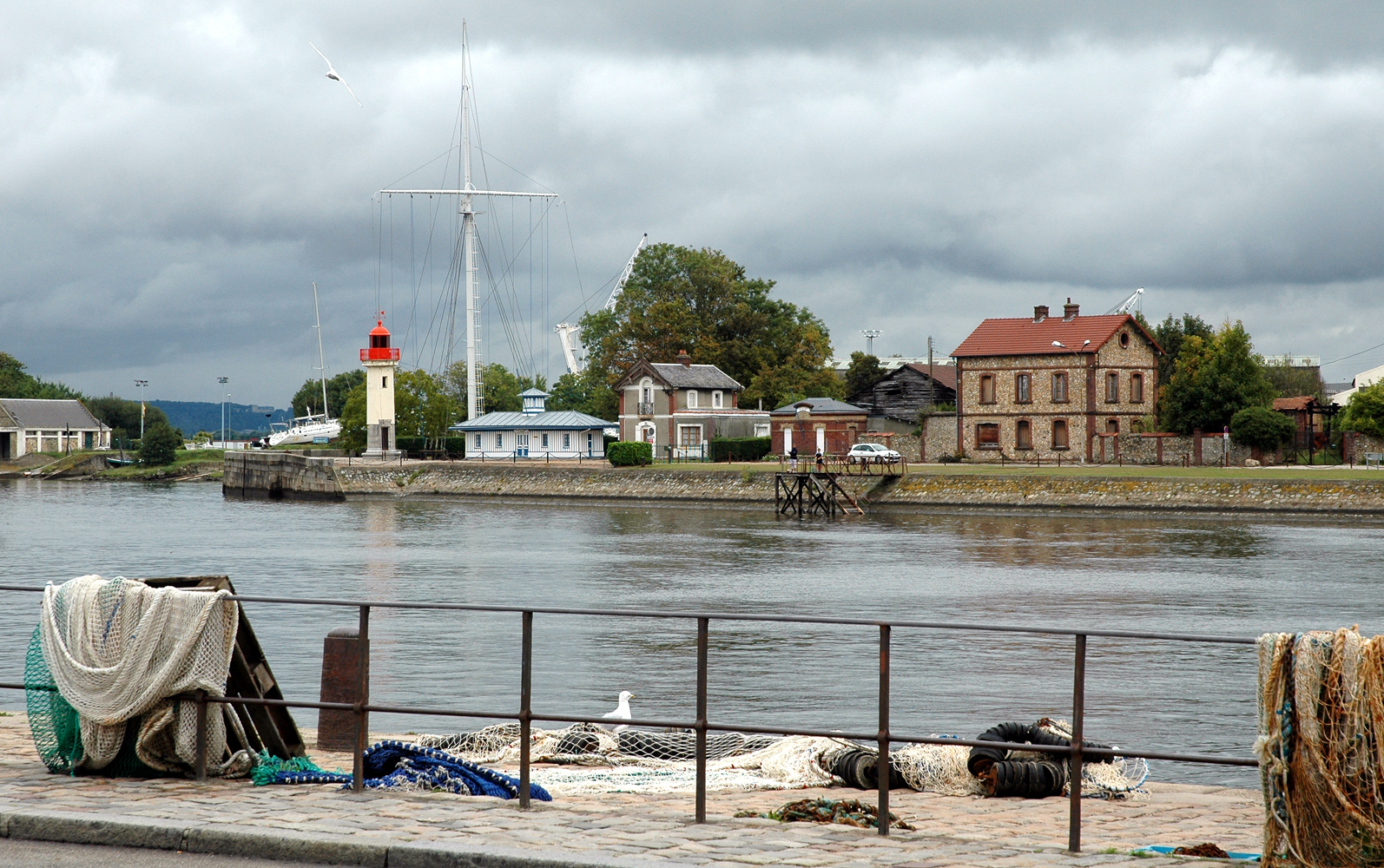